# L'oro di Ulisse
L'oro di Ulisse (Ulee's Gold) è un film del 1997 diretto da Victor Nuñez.

## Trama
È la storia dell'evoluzione sentimentale di Ulysses Jackson, veterano, vedovo con un figlio in prigione, che, a causa della sparizione della nuora Helen, deve pensare all'educazione delle sue due nipoti. Unica consolazione, in questa sua vita autoreclusa, sono le sue api, alle quali dedica moltissime attenzioni. Il tepore di questa armonia viene però interrotto dapprima quando il figlio Jimmy lo chiama dal carcere rivelandogli di aver nascosto, all'insaputa dei suoi complici, il bottino dell'ultimo colpo in banca: 100.000 dollari. E successivamente quando dovrà riscattare sua nuora Helen, ricomparsa dopo molto tempo, e caduta prigioniera dei due ex-complici del figlio, che apprendono da Helen di essere stati ingannati da Jimmy. Ulysses dovrà quindi uscire dal suo voluto isolamento e sarà solo grazie al suo senso del quieto vivere, e con l'aiuto di un'infermiera vicina di casa e del suo vecchio amico sceriffo che riuscirà a risolvere la situazione, senza incorrere nella violenza.

## Riconoscimenti
- 1998 - Premio Oscar
  - Nomination Miglior attore protagonista a Peter Fonda
- 1998 - Golden Globe
  - Miglior attore in un film drammatico Peter Fonda
- 1998 - Chicago Film Critics Association Award
  - Nomination Miglior attore protagonista a Peter Fonda
- 1998 - Independent Spirit Award
  - Nomination Miglior film a Sam Gowan e Peter Saraf
  - Nomination Migliore regia a Victor Nunez
  - Nomination Miglior attore protagonista a Peter Fonda
  - Nomination Miglior attrice non protagonista a Patricia Richardson
  - Nomination Migliore sceneggiatura a Victor Nunez
- 1997 - Festival del cinema americano di Deauville
  - Premio della giuria a Victor Nunez
  - Nomination Gran Premio a Victor Nunez
- 1997 - New York Film Critics Circle Award
  - Miglior attore protagonista a Peter Fonda
- 1998 - Screen Actors Guild Award
  - Nomination Miglior attore protagonista a Peter Fonda
- 1998 - Southeastern Film Critics Association Award
  - Miglior attore protagonista a Peter Fonda